# Waagrechter Venusnabel
Der Waagrechte Venusnabel (Umbilicus horizontalis), auch Waagerechtes Nabelkraut genannt,  ist eine Pflanzenart aus der Gattung der Venusnabel (Umbilicus) innerhalb der Familie der Dickblattgewächse (Crassulaceae).

## Beschreibung

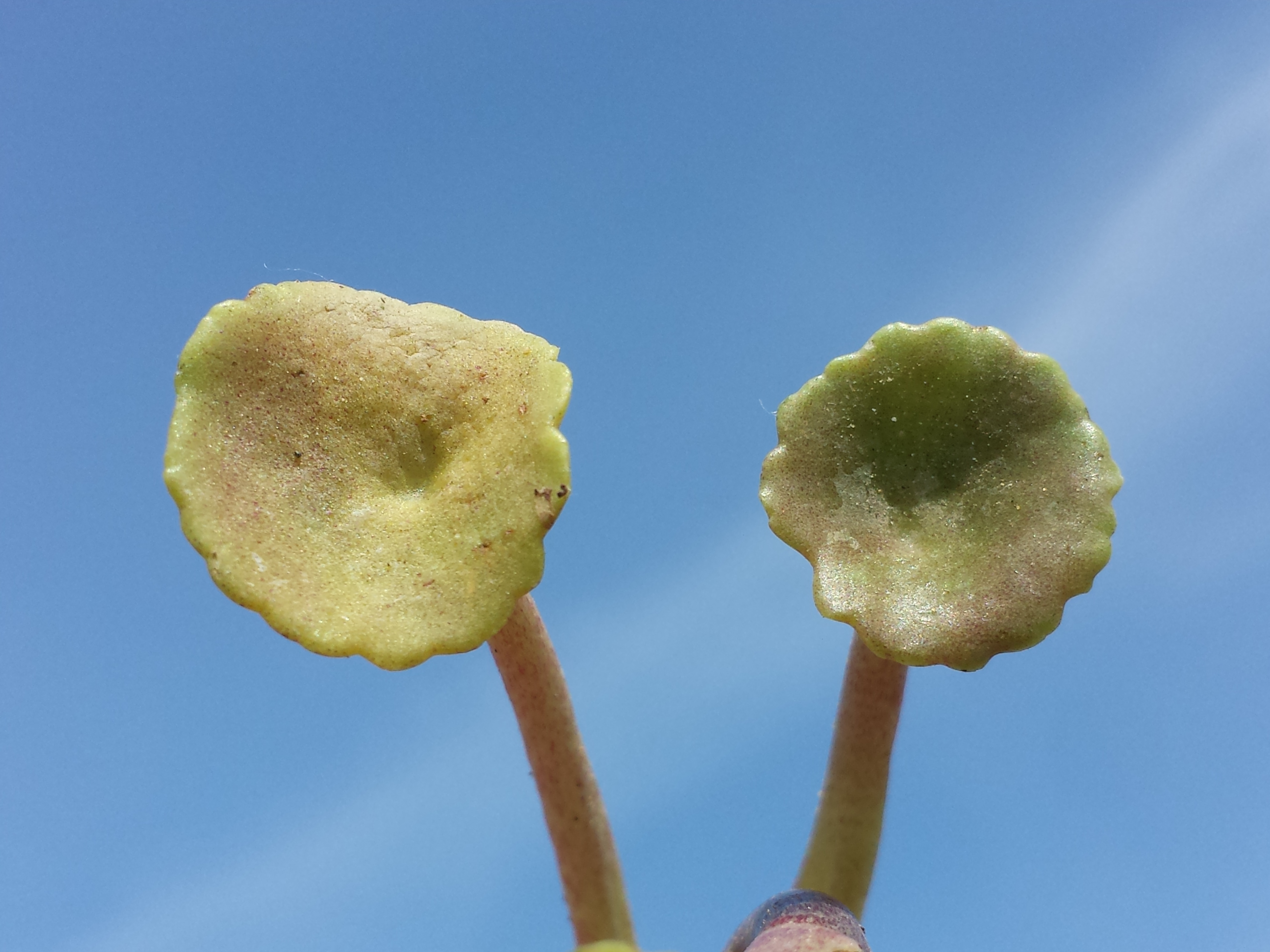
Laubblätter

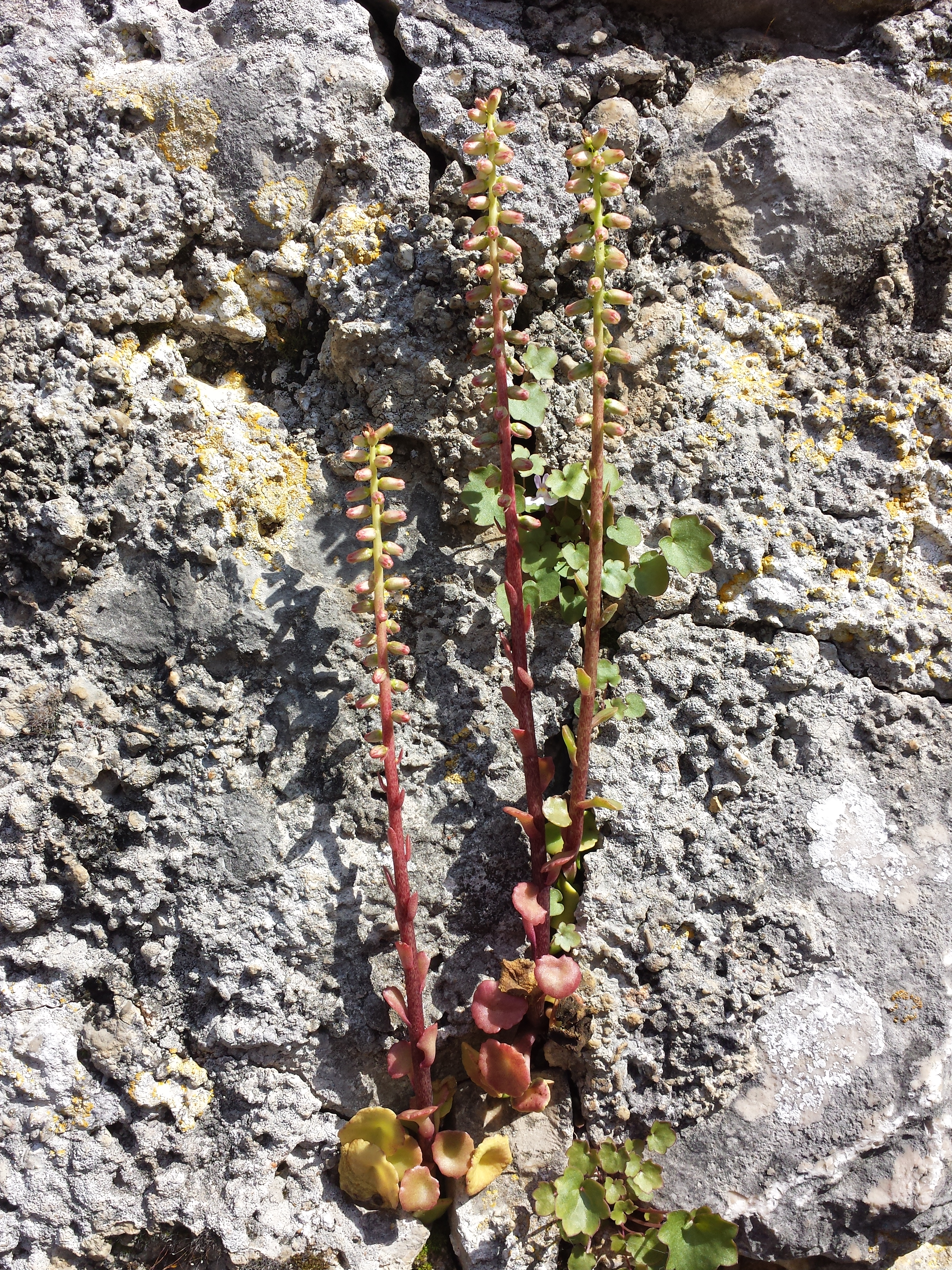
Habitus, Laubblätter und Blütenstand

### Vegetative Merkmale
Der Waagrechte Venusnabel ist eine ausdauernde krautige Pflanze, die 10 bis 50 Zentimeter hoch wird. Die oberirdischen Pflanzenteile sind kahl. Die Grundblätter sind fleischig, 2 bis 5 Zentimeter breit, schildförmig, am Stielansatz nabelartig eingesenkt und gekerbt. Die Stängelblätter werden nach oben kleiner.

### Generative Merkmale
Die Blütezeit reicht von Mai bis Juni. Die Stängel sind höchstens zur Hälfte mit waagrecht vom Stängel abstehenden, mehr oder weniger sitzenden Blüten besetzt.
Die zwittrigen Blüten sind fünfzählig mit doppelter Blütenhülle. die Krone ist krugförmig, 4 bis 7 Millimeter lang, grünlich-weiß, rot gefleckt oder ganz rot. Die Kronlappen sind deutlich kürzer als die Kronröhre.
Die Chromosomenzahl beträgt 2n = 48.

## Vorkommen
Der Waagrechte Venusnabel i. e. S. (Umbilicus horizontalis var. horizontalis) kommt auf den Azoren und im Mittelmeerraum auf Korsika, Sardinien, Sizilien, Malta, in Italien, Kroatien, Bosnien und Herzegowina, Montenegro, Albanien, Bulgarien, Griechenland, auf Kreta, Zypern, auf Inseln der Ägäis, in Ägypten und auf der Sinai-Halbinsel vor. Er gedeiht in schattigen Felsspalten und auf Mauern.

## Systematik
Die Erstbeschreibung erfolgte 1826 unter dem Namen (Basionym) Cotyledon horizontalis durch Giovanni Gussone in Ind. Sem. Horto Boccad., 1826, Seite 4. Die Neukombination zu Umbilicus horizontalis (Guss.) DC. wurde 1828 durch Augustin-Pyrame de Candolle in Prodromus systematis naturalis regni vegetabilis ..., Volume 3, Seite 400 veröffentlicht. Synonyme von Umbilicus horizontalis (Guss.) DC. sind Umbilicus vulgaris Knoche und Cotyledon umbilicus-veneris subsp. horizontalis (Guss.) Batt.
Manche Autoren unterscheiden etwa zwei Varietäten:
- Umbilicus horizontalis (Guss.) DC. var. horizontalis
- Umbilicus horizontalis var. intermedius (Boiss.) Chamberlain. Diese Varietät wird auch als eigene Art Umbilicus intermedius Boiss. angesehen. Sie kommt vor in der Türkei, in Syrien, Palästina, Iran und in Ägypten.[3]